# غرائب القرآن ورغائب الفرقان
غرائب القرآن ورغائب الفرقان أحد كتب تفسير القران الكريم، ألفه المفسر نظام الدين النيسابوري.

## أسلوب التفسير
يبحث الكتاب في تفسير القرآن الكريم وتأويله. ومنهج المصنف في تفسيره أن يأتي بالآيات أولا ثم يبين أوجه القراءات فيها إن وجد فيها قراءات مختلفة ثم يبين الوقوف في هذه الآيات وحكمها مشيرا إليه بالرمز، ثم يذكر بعد ذلك تفسير الآيات ذاكرا ضمن ذلك أسباب النزول وشرح المفردات والمعنى الإجمالي ووجوه الإعراب، ثم يأتي بعد ذلك بالتأويل ويظهر أنه يقصد بالتأويل التفسير الإشاري الصوفي الذي يذهب إلى أبعد من المعنى الظاهر للآية.
قال النيسابوري في كتابه: «لقد تضمن كتابي هذا حاصل التفسير الكبير (ويقصد بالتفسير الكبير كتاب الفخر الرازي) وهو جامع لأكثر التفاسير، وفيه حلُّ لكتاب الكشاف، وقد احتوى على النكت المستحسنة الغريبة مما لم يوجد في سائر التفاسير»، واعتنى في تفسيره بالوقف وبأسباب النزول كما اعتنى باللغة ومعاني المفردات، و اعتنى كذلك في كتابه بالربط ومراعاة المناسبات بين السور والآيات، وبيان الحكمة من تكرار الآيات، وكذلك ذكر المتشابهات والمشتبهات، وهذا يدلنا على رسوخ القدم في العلم وامتلاك ناصيته.
وإذا كان هناك من يتوهم فيه التشيع أو الميل للاعتزال، فإنه ينفي عن نفسه ذلك بوضوح ويقرر انه ينطلق من معسكر أهل السنة والجماعة، فيقول: «إنني لم أمِلّ في هذا الكتاب إلا إلى أهل السنة والجماعة، فبينت أصولهم ووجوه استدلالاتهم». ومن أجل ذلك كان إذا تعرض للاختلافات الفرعية، ذكر كل وجهة نظر بأدلتها دون تعصب أو خصومة، ويحبذ ان تتعدد الآراء وتتنوع الاجتهادات.

## نهج المُفسر
شيد النيسابوري تفسيره بالأحاديث التي جمعها من كتب الثقات واختارها من روايات الموثوق بأسانيدهم وأخبارهم، وكان نقاداً في اختياره، لذلك كام يقول: «لم آخذ بروايات الكشاف في الأحاديث الواردة في فضائل السور، لأن النقاد زيفوها إلا ما شذَّ منها». واعتنى في تفسيره بالوقف، والوقف باب من الأبواب التي ينبغي للعلماء والفقهاء ان يتقنوه وكم من معنى يستغلق وسر لا يدرك إذا لم يحسن القارئ الوقف كما يجب أن يكون، وقد استقصى النيسابوري في كتابه مواضع الوقف وأحكامها في كل سورة، وهذه ميزة لم تتوفر بهذا الاستقصاء إلا عنده.
واعتنى في كتابه بأسباب النزول، ورجع في ذلك إلى الكتب السابقة، والعلماء المتخصصين. كما اعتنى باللغة ومعاني المفردات، وفي ذلك بيان لغريب القرآن، ورجع في ذلك إلى أئمة اللغة وعلماء البلاغة ومن سبقه من المفسرين الأعلام. ولم يهمل الأحكام التي تشير إليها الآيات بل أوضحها، ولم يغب عنه ما يكمن وراء اللفظ من استنباط أو تأويل. إلا انه رجع في ذلك إلى ما استنبطه الأئمة الأعلام المعروفون بالورع وحسن الدراية، وإلى ما دار في خلده وسمحت به ذات يده.

## وصلات خارجية
- تحميل غرائب القرآن ورغائب الفرقان المكتبة الشاملة